# Stiropius huggerti
Stiropius huggerti är en stekelart som beskrevs av Van Achterberg 1995. Stiropius huggerti ingår i släktet Stiropius och familjen bracksteklar. Inga underarter finns listade i Catalogue of Life.